# オナンディ・ロウ
オナンディ・ロウ（Onandi Lowe、1974年12月2日 - ）は、ジャマイカの元サッカー選手。元ジャマイカ代表。ポジションはフォワード。

## 来歴
1995年にジャマイカ代表デビュー。1998 FIFAワールドカップでは2試合に出場した。また、CONCACAFゴールドカップにも2回出場した。2004年までに81試合に出場、27得点をあげた。

## 代表歴

### 出場大会
- ジャマイカ代表
  - 1998 FIFAワールドカップ

### 試合数
- 国際Aマッチ 81試合 27得点（1995年-2004年）[1]

| ジャマイカ代表 | 国際Aマッチ | 国際Aマッチ |
| 年             | 出場        | 得点        |
| -------------- | ----------- | ----------- |
| 1995           | 10          | 3           |
| 1996           | 17          | 3           |
| 1997           | 2           | 0           |
| 1998           | 16          | 2           |
| 1999           | 6           | 0           |
| 2000           | 10          | 9           |
| 2001           | 10          | 5           |
| 2002           | 1           | 0           |
| 2003           | 7           | 3           |
| 2004           | 2           | 2           |
| 通算           | 81          | 27          |